# Morfismo étale
In geometria algebrica, un morfismo étale (dal francese: calmo, immobile, qualcosa lasciato a stabilirsi) è un morfismo di schemi che è formalmente étale ed è localmente di presentazione finita. Un morfismo étale è l'analogo algebrico della nozione di isomorfismo locale nella topologia euclidea.
I morfismi étale soddisfano le ipotesi del teorema della funzione implicita, ma poiché gli aperti nella topologia di Zariski sono grandi, tali morfismi non sono necessariamente isomorfismi locali. Nonostante ciò, i morfismi étale conservano molte delle proprietà degli isomorfismi analitici locali e sono utili per definire il gruppo fondamentale algebrico e la topologia étale.

## Definizione
Sia {\displaystyle \phi \colon R\to S} un omomorfismo di anelli. Allora {\displaystyle S} è una {\displaystyle R}-algebra. Sia {\displaystyle f} un polinomio monico in {\displaystyle R[x]} e {\displaystyle g} un polinomio in {\displaystyle R[x]} tale che la derivata {\displaystyle f'} di {\displaystyle f} è un'unità in {\displaystyle (R[x]/fR[x])_{g}.} Si dice che {\displaystyle \phi } è standard étale se {\displaystyle f} e {\displaystyle g} possono essere scelti in modo che {\displaystyle S} sia isomorfo a {\displaystyle (R[x]/fR[x])_{g}} come {\displaystyle R}-algebra e che {\displaystyle \phi } sia la mappa canonica.
Sia {\displaystyle f\colon X\to Y} un morfismo di schemi. Si dice che {\displaystyle f} è étale se e solo se soddisfa una delle seguenti proprietà equivalenti:
1. {\displaystyle f} è piatto e non ramificato.[2]
2. {\displaystyle f} è liscio e non ramificato.
3. {\displaystyle f} è piatto, localmente di presentazione finita e, per ogni {\displaystyle y\in Y,} la fibra {\displaystyle f^{-1}(y)} è unione disgiunta di punti ciascuno dei quali è lo spettro di un'estensione di campo finita separabile del campo residuo {\displaystyle \kappa (y).}
4. {\displaystyle f} è piatto, localmente di presentazione finita e per ogni {\displaystyle y\in Y} e per ogni chiusura algebrica {\displaystyle K} del campo residuo {\displaystyle \kappa (y),} la fibra geometrica {\displaystyle f^{-1}(y)\otimes _{\kappa (y)}K} è unione disgiunta di punti ciascuno dei quali isomorfo a {\displaystyle \mathrm {Spec} \,K.}
5. {\displaystyle f} è liscio di dimensione relativa zero.[3]
6. {\displaystyle f} è liscio e localmente quasi finito.[4]
7. {\displaystyle f} è localmente di presentazione finita ed è localmente étale standard, cioè:
per ogni {\displaystyle x\in X,} esiste un intorno aperto affine {\displaystyle \mathrm {Spec} \,R} di {\displaystyle f(x)} e un intorno aperto affine {\displaystyle \mathrm {Spec} \,S} di {\displaystyle x} tale che {\displaystyle f(\mathrm {Spec} \,S)\subset \mathrm {Spec} \,R} e tale che l'omomorfismo di anelli {\displaystyle R\to S} indotto da {\displaystyle f} è standard étale.[5]
8. {\displaystyle f} è localmente di presentazione finita e formalmente étale.
9. {\displaystyle f} è localmente di presentazione finita e formalmente étale per mappe da anelli locali, cioè:
sia {\displaystyle J} un ideale di un anello locale {\displaystyle A} tale che {\displaystyle J^{2}=0,} sia {\displaystyle Z=\mathrm {Spec} \,A,} sia {\displaystyle Z_{0}=\mathrm {Spec} \,(A/J)} con punto chiuso {\displaystyle z_{0}} e con {\displaystyle i\colon Z_{0}\to Z} l'immersione chiusa canonica e siano {\displaystyle h\colon Z\to Y} e {\displaystyle g_{0}\colon Z_{0}\to X} morfismi tali che {\displaystyle f(g_{0}(z_{0}))=h(i(z_{0})),} allora esiste un unico {\displaystyle Y}-morfismo {\displaystyle g\colon Z\to X} tale che {\displaystyle gi=g_{0}.}[6]

Sia {\displaystyle Y} localmente noetheriano e {\displaystyle f} localmente di tipo finito. Dato {\displaystyle x\in X,} sia {\displaystyle y=f(x)} e sia {\displaystyle {\hat {\mathcal {O}}}_{Y,y}\to {\hat {\mathcal {O}}}_{X,x}} la mappa indotta sugli anelli locali completati. Allora le seguenti affermazioni sono equivalenti:
1. {\displaystyle f} è étale.
2. Per ogni {\displaystyle x\in X,} la mappa indotta sugli anelli locali completati è formalmente étale per la topologia adica.[7]
3. Per ogni {\displaystyle x\in X,} il fascio {\displaystyle {\hat {\mathcal {O}}}_{X,x}} è un {\displaystyle {\hat {\mathcal {O}}}_{Y,y}}-modulo libero e la fibra {\displaystyle {\hat {\mathcal {O}}}_{X,x}/m_{y}{\hat {\mathcal {O}}}_{X,x}} è un campo che è un'estensione di finita separabile del campo residuo {\displaystyle \kappa (y).}  Qui {\displaystyle m_{y}} è l'ideale massimale di {\displaystyle {\hat {\mathcal {O}}}_{Y,y}.}
4. {\displaystyle f} è formalmente étale per mappe di anelli locali tali che l'anello locale {\displaystyle A,} con ideale massimale {\displaystyle m,} è artiniano, {\displaystyle mJ=0,} dove {\displaystyle J} è un ideale di {\displaystyle A} tale che {\displaystyle J^{2}=0,} e il morfismo tra campi residui {\displaystyle \kappa (y)\to A/m} è un isomorfismo.[8]

Inoltre, se tutte le mappe sui campi residui {\displaystyle \kappa (y)\to \kappa (x)} sono isomorfismi o se {\displaystyle \kappa (y)} è separabilmente chiuso, allora {\displaystyle f} è étale se e solo se per ogni {\displaystyle x\in X} la mappa indotta sugli anelli locali completati è un isomorfismo.

## Esempi
- Ogni immersione aperta è étale perché è localmente un isomorfismo.
- I rivestimenti sono esempi di morfismi étale. Ad esempio, se {\displaystyle d\geq 1} è un numero intero invertibile nell'anello {\displaystyle R,} allora

{\displaystyle {\text{Spec}}(R[t,t^{-1},y]/(y^{d}-t))\to {\text{Spec}}(R[t,t^{-1}])}
è un morfismo étale di grado {\displaystyle d.}
- Ogni rivestimento ramificato {\displaystyle \pi \colon X\to Y} ha un luogo non ramificato

{\displaystyle \pi \colon X_{\text{un}}\to Y_{\text{un}}}
che è étale.
- I morfismi del tipo

{\displaystyle \mathrm {Spec} (L)\to \mathrm {Spec} (K)}
indotti da estensioni di campo finite separabili sono étale, essi formano rivestimenti aritmetici con gruppi di trasformazioni su {\displaystyle \mathrm {Spec} (K)} dati da {\displaystyle \mathrm {Gal} (L/K).}
- Qualsiasi omomorfismo di anelli della forma {\displaystyle R\to S=R[x_{1},\ldots ,x_{n}]_{g}/(f_{1},\ldots ,f_{n}),} dove tutti gli {\displaystyle f_{i}} sono polinomi e dove il determinante jacobiano {\displaystyle \det(\partial f_{i}/\partial x_{j})} è un'unità in {\displaystyle S,} è étale. Ad esempio il morfismo {\displaystyle \mathbb {C} [t,t^{-1}]\to \mathbb {C} [x,t,t^{-1}]/(x^{n}-t)} è etale e corrisponde a un rivestimento di grado {\displaystyle n} di {\displaystyle \mathbb {G} _{m}\in \mathrm {Sch} /\mathbb {C} } con il gruppo {\displaystyle \mathbb {Z} /n\mathbb {Z} } delle trasformazioni su {\displaystyle \mathbb {C} .}

- Estendendo l'esempio precedente, supponiamo di avere un morfismo {\displaystyle f} di varietà algebriche complesse lisce. Poiché {\displaystyle f} è dato da equazioni, possiamo interpretarlo come una mappa di varietà differenziabili complesse. Ogni volta che lo jacobiano di {\displaystyle f} è diverso da zero, {\displaystyle f} è un isomorfismo locale di varietà differenziabili complesse per il teorema della funzione implicita. Dall'esempio precedente, avere jacobiano diverso da zero equivale a essere étale.

- Sia {\displaystyle f\colon X\to Y} un morfismo dominante di tipo finito con {\displaystyle X} e {\displaystyle Y} localmente noetheriani e irriducibili e con {\displaystyle Y} normale. Se {\displaystyle f} è non ramificato, allora è étale.[9]

- Dato un campo {\displaystyle K,} qualsiasi {\displaystyle K}-algebra {\displaystyle A} è necessariamente piatta. Pertanto, {\displaystyle A} è un'algebra étale se e solo se è non ramificata, il che è anche equivalente a

{\displaystyle A\otimes _{K}{\bar {K}}\cong {\bar {K}}\oplus \ldots \oplus {\bar {K}},}
dove {\displaystyle {\bar {K}}} è la chiusura separabile del campo {\displaystyle K} e il membro di destra è una somma diretta finita di cui tutti gli addendi sono {\displaystyle {\bar {K}}.} Questa caratterizzazione delle {\displaystyle K}-algebre étale è un passo fondamentale verso la reinterpretazione della teoria classica di Galois.

## Proprietà
- I morfismi étale sono preservati dalla composizione e dal cambiamento di base.
- I morfismi étale sono locali nel dominio e nel codominio. In altre parole, {\displaystyle f\colon X\to Y} è étale se e solo se per ogni ricoprimento di {\displaystyle X} di sottoschemi aperti, la restrizione di {\displaystyle f} a ciascuno dei sottoschemi aperti del ricoprimento è étale; e anche se e solo se per ogni ricoprimento di {\displaystyle Y} di sottoschemi aperti, i morfismi indotti {\displaystyle f_{(U)}\colon X\times _{Y}U\to U} sono étale per ogni sottoschema {\displaystyle U} del ricoprimento. In particolare è possibile verificare la proprietà di essere étale su aperti affini {\displaystyle V=\operatorname {Spec} (B)\to U=\operatorname {Spec} (A).}
- Il prodotto di una famiglia finita di morfismi étale è étale.
- Data una famiglia finita di morfismi {\displaystyle \{f_{\alpha }\colon X_{\alpha }\to Y\},} l'unione disgiunta {\displaystyle \coprod f_{\alpha }\colon \coprod X_{\alpha }\to Y} è étale se e solo se ogni {\displaystyle f_{\alpha }} è étale.
- Dati {\displaystyle f\colon X\to Y} e {\displaystyle g\colon Y\to Z,} se {\displaystyle g} è non ramificato e {\displaystyle gf} è étale, allora {\displaystyle f} è étale. In particolare, se {\displaystyle X} e {\displaystyle X'} sono étale su {\displaystyle Y,} allora ogni {\displaystyle Y}-morfismo tra {\displaystyle X} e {\displaystyle X'} è étale.
- I morfismi étale quasi compatti sono quasi finiti.
- Un morfismo {\displaystyle f\colon X\to Y} è un'immersione aperta se e solo se è etale e radiciale.[10]
- Se {\displaystyle f\colon X\to Y} è étale e suriettivo, allora {\displaystyle \dim X=\dim Y} (finito o meno).

## Teorema della funzione inversa
I morfismi étale {\displaystyle f\colon X\to Y} sono la controparte algebrica dei diffeomorfismi locali. Più precisamente, un morfismo tra varietà lisce è étale in un punto se e solo se il differenziale tra i corrispondenti spazi tangenti è un isomorfismo. Questa è a sua volta precisamente la condizione necessaria per assicurare che una mappa tra varietà sia un diffeomorfismo locale, ossia per ogni punto {\displaystyle y\in Y,} esiste un intorno aperto {\displaystyle U} di {\displaystyle x} tale che la restrizione di {\displaystyle f} a {\displaystyle U} sia un diffeomorfismo. Questa conclusione non vale nella geometria algebrica, perché la topologia è troppo grossolana. Si consideri ad esempio la proiezione {\displaystyle f} della parabola {\displaystyle y=x^{2}} sull'asse {\displaystyle y.} Questo morfismo è étale in ogni punto tranne che nell'origine {\displaystyle (0,0),} perché il differenziale è dato da {\displaystyle 2x,} che non si annulla in questi punti. Tuttavia non esiste un inverso (Zariski-)locale di {\displaystyle f} perché la radice quadrata non è un morfismo algebrico, non essendo data dai polinomi. Ma, considerando la topologia étale, esiste una soluzione a questo problema. Il risultato preciso è il seguente: se {\displaystyle f\colon X\to Y} è finito étale, allora per ogni punto {\displaystyle y\in Y} esiste un morfismo étale {\displaystyle V\to Y} che contiene {\displaystyle y} nella sua immagine ({\displaystyle V} può essere pensato come un intorno aperto étale di {\displaystyle y}), tale che {\displaystyle X\times _{Y}V\to V} è unione disgiunta finita di sottoinsiemi aperti isomorfi a {\displaystyle V} (l'insieme {\displaystyle X\times _{Y}V} sarebbe la controimmagine di {\displaystyle V} rispetto a {\displaystyle f} se {\displaystyle V} fosse un intorno aperto di Zariski). In altre parole, étale-localmente in {\displaystyle Y,} il morfismo {\displaystyle f} è un rivestimento topologico finito.
Per un morfismo liscio {\displaystyle f\colon X\to Y} di dimensione relativa {\displaystyle n,} étale-localmente in {\displaystyle X} e in {\displaystyle Y,} il morfismo {\displaystyle f} è un'immersione aperta in uno spazio affine {\displaystyle \mathbb {A} _{Y}^{n}.} Questa è la versione étale del teorema di struttura delle summersioni.